# Непальско-сан-маринские отношения
Непальско-сан-маринские отношения — двусторонние дипломатические отношения между Федеративной Демократической Республикой Непал и Республикой Сан-Марино. Контакты между странами незначительные.

## История
Оба государства были союзниками в Первой мировой войне: Непал предоставил войска Великобритании, а Сан-Марино также отправил добровольцев Италии. Также они никогда не входили в Лигу Наций. Непал установил дипломатические отношения с Сан-Марино 10 августа 2005 года. Двусторонние отношения между двумя странами были дружественными с момента установления дипломатических отношений.
Непал и Сан-Марино разделяют схожие взгляды по многим международным вопросам. Непал поддерживает примат многосторонности и многостороннего процесса принятия решений, как и Сан-Марино. Между двумя странами были контакты и сотрудничество в ООН, международных организациях, международных конференциях и встречах. На данный момент инвестиции, сотрудничество в области развития и другие сектора экономических отношений практически отсутствуют. Однако существуют перспективы изучения возможных областей сотрудничества на двустороннем и многостороннем уровнях, включая изменение климата, а также продвижение туризма.
Для граждан Сан-Марино требуется виза для въезда в Непал.

## Дипломатические миссии
- Непал не имеет посольств в Сан-Марино, но посольство Непала в Женеве, Швейцарии, одновременно аккредитовано и в Сан-Марино[3].
- Сан-Марино не представлен в Непале ни на каком уровне. Консульство Италии в Катманду, столице Непала, предоставляет консульские услуги Сан-Марино.